# Revisão por pares

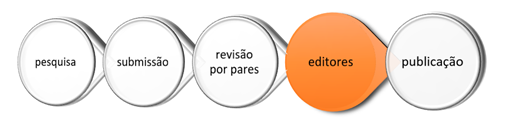
Visão geral de um processo de revisão, com editores.

Nos meios acadêmicos, a revisão por pares ou revisão paritária, também conhecida como arbitragem (do inglês: peer review, refereeing), é um processo utilizado na publicação de artigos e na concessão de recursos para pesquisas. Consiste em submeter o trabalho científico ao escrutínio de um ou mais especialistas do mesmo escalão que o autor, que na maioria das vezes se mantêm anônimos ao autor.
Esses revisores anônimos frequentemente fazem comentários ou sugerem revisões no trabalho analisado, contribuindo para a qualidade do trabalho a ser publicado. No caso da publicação de artigos científicos, o diálogo entre os autores e os revisores é arbitrado por um ou mais editores, afiliados à revista científica em causa.

Existem algumas críticas a esse modelo, apesar da ideia original ter sido boa, como destaca:
Existe um conceito conhecido como “segurança psicológica”: estamos mais aberto a recebemos feedback quando nos sentimos seguros. Não acho que o sistema por pares cria isso. Cria um terrorismo dentro do mundo acadêmico.
Aquelas publicações e prêmios que não passaram pela revisão paritária tendem a ser vistos com desconfiança pelos acadêmicos e profissionais de várias áreas.
Os “árbitros” nas publicações são membros da comunidade científica usualmente designados por “avaliadores” or “pareceristas” (“referees”).
No meio acadêmico, o processo pode ser conduzido de diferentes maneiras a depender do periódico a qual o artigo foi submetido para avaliação. A forma mais comum envolve o anonimato parcial (apenas dos autores ou dos revisores), mas em alguns casos nenhuma das partes é identificada para que possíveis conflitos de interesse sejam evitados ("duplo cego").
Durante a avaliação, há a possibilidade de apenas os editores e revisores terem acesso ao trabalho e comunicarem-se diretamente com os autores de forma particular, o que é realizado pela maioria, ou ainda é possível que exista uma discussão aberta a outros membros da comunidade científica, quando o material do artigo e as avaliações são postadas em uma plataforma com acesso aberto (revisão por pares aberta [en]).
Outros tipos de revisão por pares não acadêmica existem em outros ramos de atividade e campo ou profissão, como por exemplo a revisão por pares médica [en].

## Histórico
Por mais que muitos parecem assumir que sempre foi assim, o processo de revisão por pares é recente. Einstein como exemplo não teve seus primeiros artigos revisados por pares, um levando ao prêmio Nobel; nem a descoberta das hélices duplas de DNA.

Como traz para atenção
"O sistema foi criado com boas intenções, como sempre, e distorcido com o tempo. Inicialmente, era para proteger os pesquisadores de passarem vergonha em público, os revisores iam ajudar: hoje é um sistema opressor e modelador de ideias, do que pode ou não ser publicado e pesquisado. Pior, de quem pode ou não pesquisar, ter acesso a recursos das agências de fomento."
Nos tempos atuais, além de ser um gargalo, se tornou a regra, e criando certas distorções, o que tem levado pesquisadores a questionarem a validade desde sistema.

## Alegadas fragilidades da revisão por pares
Apesar de todo a confiança colocada por muitos no sistema de avaliação por pares, o mesmo não é perfeito; existem muitas "rachadura na parede".

Como destaca:
No Brasil, o Genetics and Molecular Research, publicado pela Fundação de Pesquisas Científicas de Ribeirão Preto, e indexado na Web of Science, JCR e Scopus caiu na armadilha. Algumas das grandes editoras comerciais, como a Elsevier, também tiverem periódicos que aceitaram o estudo fictício. Noventa e oito periódicos, entretanto, também prontamente rejeitaram o artigo.
Isso levou à publicação de duas obras atualmente na literatura.

## Exemplos de revistas
Exemplo de revistas com revisão por pares.

### Revistas internacionais
- Nature
- Physical Review Letters

### Revistas brasileiras
- Revista Eletrônica Gestão & Saúde
- Revista Brasileira de Ensino de Física
- Journal of the Brazilian Chemical Society
- Journal of Physical Education